# François Schuiten

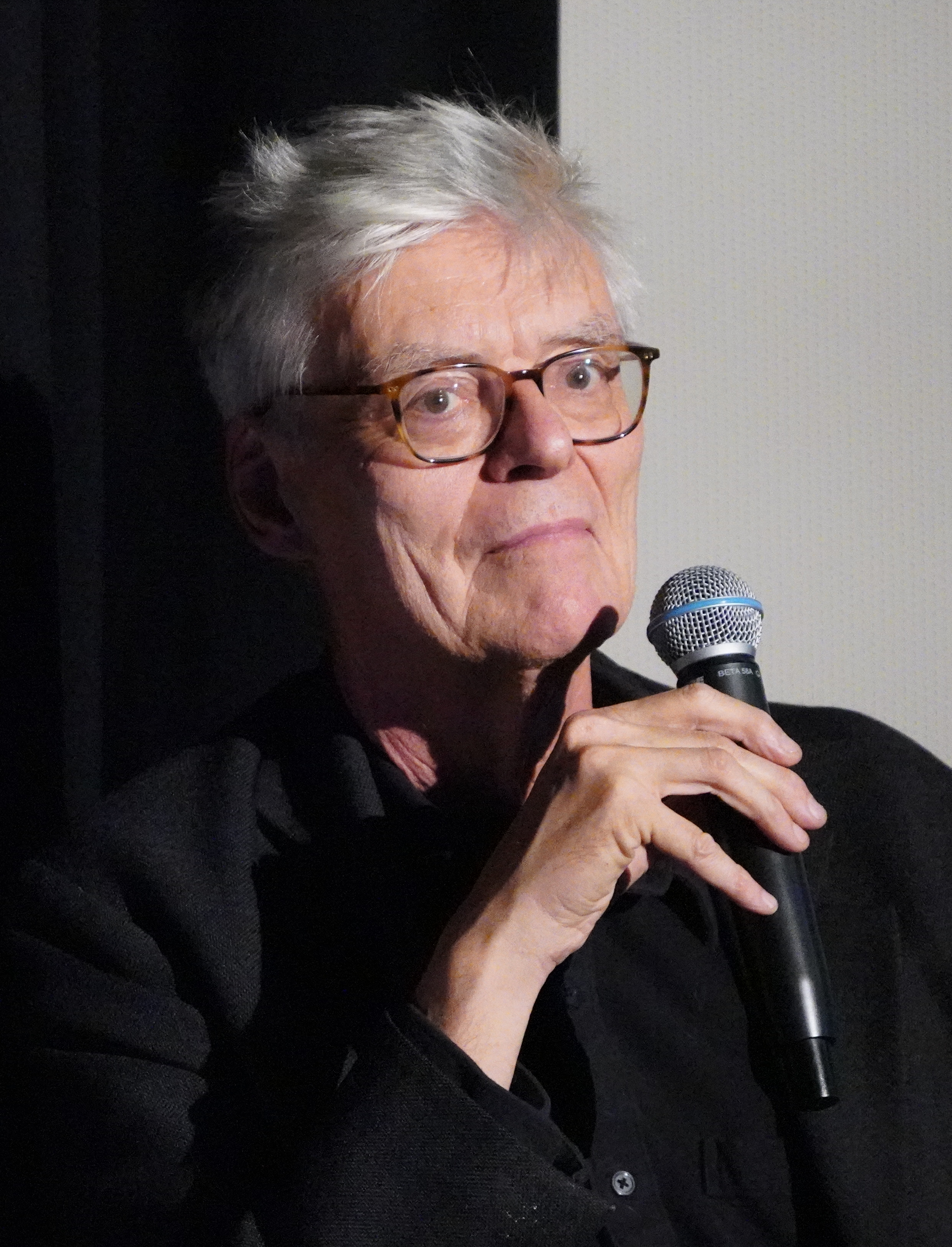
François Schuiten (2022)

François Schuiten (* 26. April 1956 in Brüssel) ist ein belgischer Comiczeichner und Comicszenarist sowie Baron.

## Leben
François Schuiten stammt aus einer Brüsseler Architektenfamilie. Sein Bruder Luc Schuiten, der mit ihm gelegentlich als Comicszenarist zusammenarbeitet, ist ebenfalls Architekt. Bereits im Alter von 16 Jahren veröffentlichte François Schuiten seine Comics in dem Comicmagazin Pilote. Parallel zu seinen ersten Veröffentlichungen schrieb er sich am Institut Saint-Luc ein, wo er unter anderem bei Claude Renard lernte.
Sein bekanntestes Werk ist die mittlerweile 17 Bände umfassende Serie Die geheimnisvollen Städte (Les Cités obscures), die er mit dem Szenaristen Benoît Peeters entwickelte. Inhaltlich befasst sich Die geheimnisvollen Städte mit urbanen Parallelwelten und der Zerstörung des historischen Stadtbildes von Brüssel. Schuitens Verhältnis zur Architektur wird in diesen Bänden besonders deutlich und schlägt sich auch in der Art der Zeichnungen nieder, die von den Grafiken Giovanni Battista Piranesis beeinflusst sind, aber auch Elemente des Art déco enthalten. Die Reihe kann zu den prägenden Faktoren für die Entwicklung des Genres Steampunk gezählt werden.

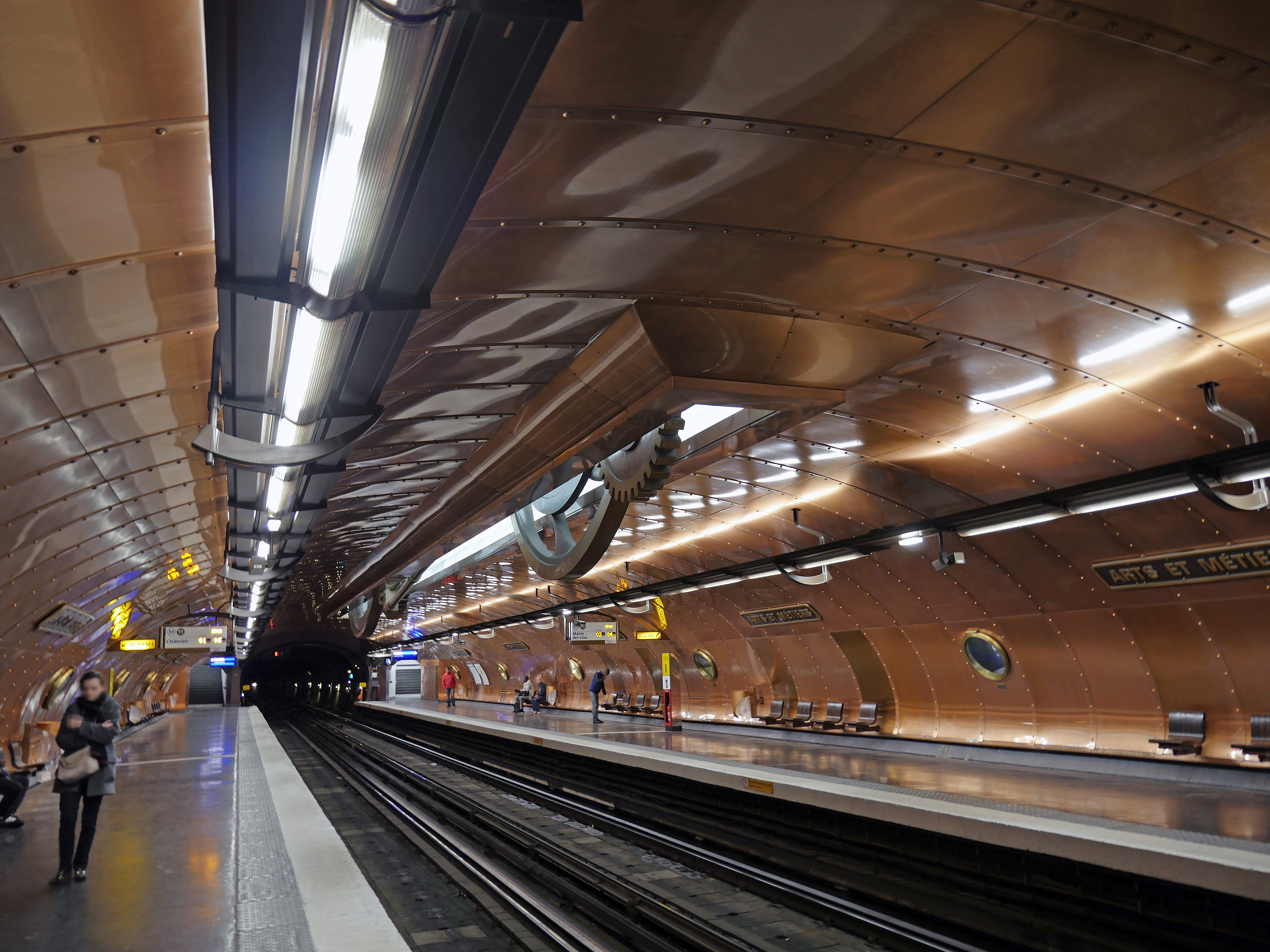
Station Arts et Métiers der Metro in Paris nach einem Entwurf von Schuiten

François Schuiten fasst seine künstlerische Arbeit interdisziplinär auf und gestaltete neben seinem Comicschaffen die Brüsseler Metro-Station Porte de Hal/Hallepoort, die Pariser Metrostation Arts et Métiers und die Ausstellung „Planet of Visions“ auf der Expo 2000 in Hannover.
Im Jahr 2002 erhob der belgische König Albert II. François Schuiten in den Adelsstand. Im selben Jahr erhielt er für sein Lebenswerk den Grand Prix de la Ville d’Angoulême auf dem Festival International de la Bande Dessinée d’Angoulême.

## Werke
- Die Medianen von Zymbiola (mit Claude Renard), Arboris 1990, ISBN 90-344-0260-6
- Das Gleis (mit Claude Renard), Arboris 1990, ISBN 90-344-0280-0
- Plagiat! (mit Alain Goffin und Benoît Peeters), Carlsen 1991, ISBN 3-551-72279-X
- Dolores (mit Anne Baltus und Benoît Peeters), Ehapa 1992, ISBN 3-89343-146-2
- Atlantic 12, Schreiber & Leser 2012, ISBN 978-3-941239-92-0
- Die Abenteuer von Blake und Mortimer: Der letzte Pharao (mit Jaco Van Dormael und Thomas Gunzig), Carlsen 2019, ISBN 978-3-551-74085-4

Die Serie Les Cités obscures (dt. Die geheimnisvollen Städte) zusammen mit dem Szenaristen Benoît Peeters:
- Der Turm, Feest 1988, ISBN 3-89343-152-7
- Das Fieber des Stadtplaners, Feest 1989, ISBN 3-89343-153-5
- Die Mauern von Samaris, Feest 1990, ISBN 3-89343-158-6
- Der Archivar, Ehapa 1991, ISBN 3-89343-184-5
- Der Weg nach Armilia, Ehapa 1992, ISBN 3-89343-148-9
- Erinnerungen an die ewige Gegenwart (mit Benoît Peeters), Arboris 1993, ISBN 90-344-1000-5
- Brüsel, Ehapa 1993, ISBN 3-89343-185-3
- Das Stadtecho, Ehapa 1994, ISBN 3-89343-187-X
- Mary, Ehapa 1996, ISBN 3-89343-169-1
- Führer durch die geheimnisvollen Städte, Ehapa 1998, ISBN 3-89343-224-8
- Der Schattenmann, Ehapa 2000, ISBN 3-89343-462-3
- Jenseits der Grenze 1, Schreiber & Leser 2002, ISBN 3-933187-80-X
- Jenseits der Grenze 2, Schreiber & Leser 2002, ISBN 3-937102-04-3
- Die Sandkorntheorie, Schreiber & Leser 2010, ISBN 978-3-937102-96-2
- Die Heimkehr des Kapitän Nemo, Schreiber & Leser 2024, ISBN 978-3-965821-41-5

Die Serie Les Terres creuses zusammen mit seinem Bruder Luc Schuiten:
- Panzerungen, Volksverlag 1984, ISBN 3-88631-176-7
- Die hohle Erde, Arboris 1989, ISBN 90-344-0034-4
- Nogegon, Arboris 1990, ISBN 90-344-0410-2

Buchillustrationen
- Jules Verne: Paris au XXe siècle (1994 bei Hachette). Die deutsche Ausgabe Paris im 20. Jahrhundert des Paul Zsolnay Verlages (1996) enthält nur zwei Illustrationen.